# 9964 Hideyonoguchi
9964 Hideyonoguchi è un asteroide della fascia principale. Scoperto nel 1992, presenta un'orbita caratterizzata da un semiasse maggiore pari a 2,4711523 UA e da un'eccentricità di 0,1480344, inclinata di 6,22292° rispetto all'eclittica.
L'asteroide era stato inizialmente battezzato 9964 Hideonoguchi per poi essere corretto nella denominazione attuale.
L'asteroide è dedicato al batteriologo giapponese Hideyo Noguchi.